# The Polyester Embassy
The Polyester Embassy è il primo album in studio del duo musicale australiano Madison Avenue, pubblicato il 2 ottobre 2000.

## Tracce
1. This Is Your Introduction – 2:18
2. Who the Hell Are You (Original Mix - Edit) – 3:35
3. Don't Call Me Baby (Original Mix - Edit) – 3:47
4. Do You Like What You See (Album Mix) – 3:47
5. Edible French Chic – 1:51
6. Everything You Need (Original Mix - Edit) – 3:42
7. She – 1:38
8. It's Alright (Album Mix) – 5:12
9. It's Very Alright – 1:43
10. What Can I Do (Album Mix) – 6:12
11. Fly (Album Mix) – 5:08
12. '78 (Album Mix) – 4:39
13. Don't Call Me Baby (The Dronez Old School Mix) – 5:52
14. Everything You Need (Mobin Master 12" Remix) – 7:07
15. Who the Hell Are You (John Course & Andy Van Remix) – 7:22

## Classifiche
| Classifica (2000) | Posizione massima |
| ----------------- | ----------------- |
| Australia         | 4                 |
| Regno Unito       | 74                |